# Tripterygion melanurus
La moma nariguda manchada (Tripterygion melanurus) es una especie de pez perciforme de la familia Tripterygiidae. No se reconocen subespecies.
Es propia del mar Mediterráneo, encontrándose en las costas de las islas Baleares, sur de Cerdeña, Argelia, Túnez, Israel, Líbano y sur de Turquía.